# Ceroplesis adusta
Ceroplesis adusta là một loài bọ cánh cứng trong họ Cerambycidae.